# Simulium tomentosum
Simulium tomentosum är en tvåvingeart som beskrevs av Mercedes Delfinado 1969. Simulium tomentosum ingår i släktet Simulium och familjen knott.
Artens utbredningsområde är Filippinerna. Inga underarter finns listade i Catalogue of Life.